# Phytoliriomyza minuta
Phytoliriomyza minuta är en tvåvingeart som beskrevs av Spencer 1977. Phytoliriomyza minuta ingår i släktet Phytoliriomyza och familjen minerarflugor. Inga underarter finns listade i Catalogue of Life.